# 假拟蕨马先蒿
假拟蕨马先蒿（学名：Pedicularis filiculiformis）是列当科马先蒿属的植物，为中国的特有植物。分布在中国大陆的西藏等地，生长于海拔4,500米的地区，多生在多岩空旷山坡中。